# Techspressionnisme
Le Techspressionnisme,  est une approche artistique dans laquelle la technologie est utilisée comme moyen d'exprimer une expérience émotionnelle. Il peut également désigner un mouvement artistique et social du XXIe siècle explorant l'intersection de la technologie et de l'expressionnisme.

## Histoire
Le terme Techspressionism a été inventé en 2011 par l'artiste Colin Goldberg pour décrire son « intersection de la technologie et de l'abstraction ». Il a été utilisé pour la première fois comme titre d'une exposition solo des œuvres de Goldberg à la 4 North Main Gallery à Southampton, New York.

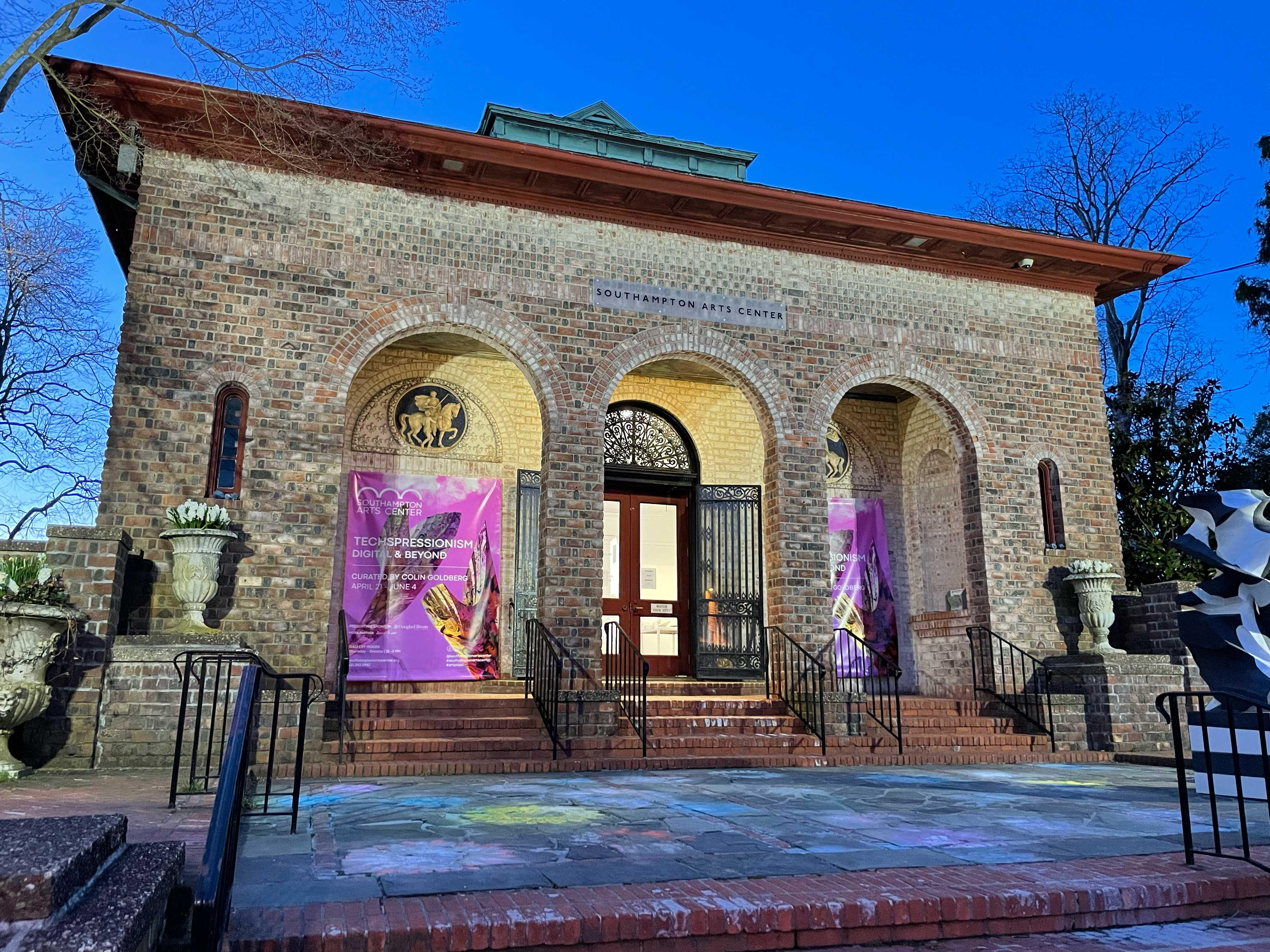
Exterior view of Southampton Arts Center in Southampton, New York USA with exhibition banners for Techspressionism: Digital and Beyond.

En 2014, Le techspressionnisme a d'abord été qualifié de mouvement. La version initiale du manifeste du mouvement comprenait une définition révisée du terme techspressionnisme, un amalgame des définitions du dictionnaire oxford de l' expressionnisme et de la technologie : « Un style artistique dans lequel la technologie est utilisée comme moyen d'exprimer une expérience émotionnelle plutôt que des impressions du monde extérieur ».
La relation entre le techspressionnisme et l'esthétique japonaise a été explorée par l'artiste et écrivain Eric Ernst, petit-fils du peintre surréaliste Max Ernst et fils de l'artiste expressionniste abstrait Jimmy Ernst.
En 2015, Le techspressionnisme a obtenu sa première couverture télévisée dans une interview PBS menée avec Goldberg lors d'une résidence d'artiste aux Studios de Key West.
L'artiste Oz Van Rosen utilise en 2018 pour la première fois le terme Techspressionism en conjonction avec glitch art pour décrire son travail. Dans cette interview publiée dans Beyond Photography, ainsi que dans des critiques d'expositions et des articles ultérieurs. Elle a utilisé le terme indépendamment de Goldberg et l'a défini différemment , le reliant plus spécifiquement à la photographie manipulée numériquement.
Goldberg présentera le Techspressionnisme à un public en direct au Parrish Art Museum à Water Mill, New York en 2019.
Le deuxième salon virtuel Techspressionist se tient le 13 octobre 2020. Le Salon comptait les artistes répertoriés suivants : Peter Borges , James Byrne , Bernard Bousquet , Davonte Bradley , Colin Goldberg , Tikoi Kuitenbrouwer , Francene Levinson , Steve Miller , Jan Swinburne , Oz Van Rosen et la conseillère du groupe Helen Harrison . À la date de ce rassemblement, il y avait plus de 1 800 messages sur Instagram utilisant le hashtag #techspressionism et 20 artistes de 10 pays différents répertoriés dans l' index Techspressionist Visual Artists.
Cette année, plus de 1 200 œuvres de 310 artistes internationaux travaillant avec la technologie ont été soumises via l'appel ouvert pour Techspressionism 2021. Techspressionism 2021 ouvrira en novembre en tant qu'exposition internationale avec un jury utilisant la plate-forme d'exposition 3D Kunstmatrix , co-organisé par Colin Goldberg et Patrick Lichty.

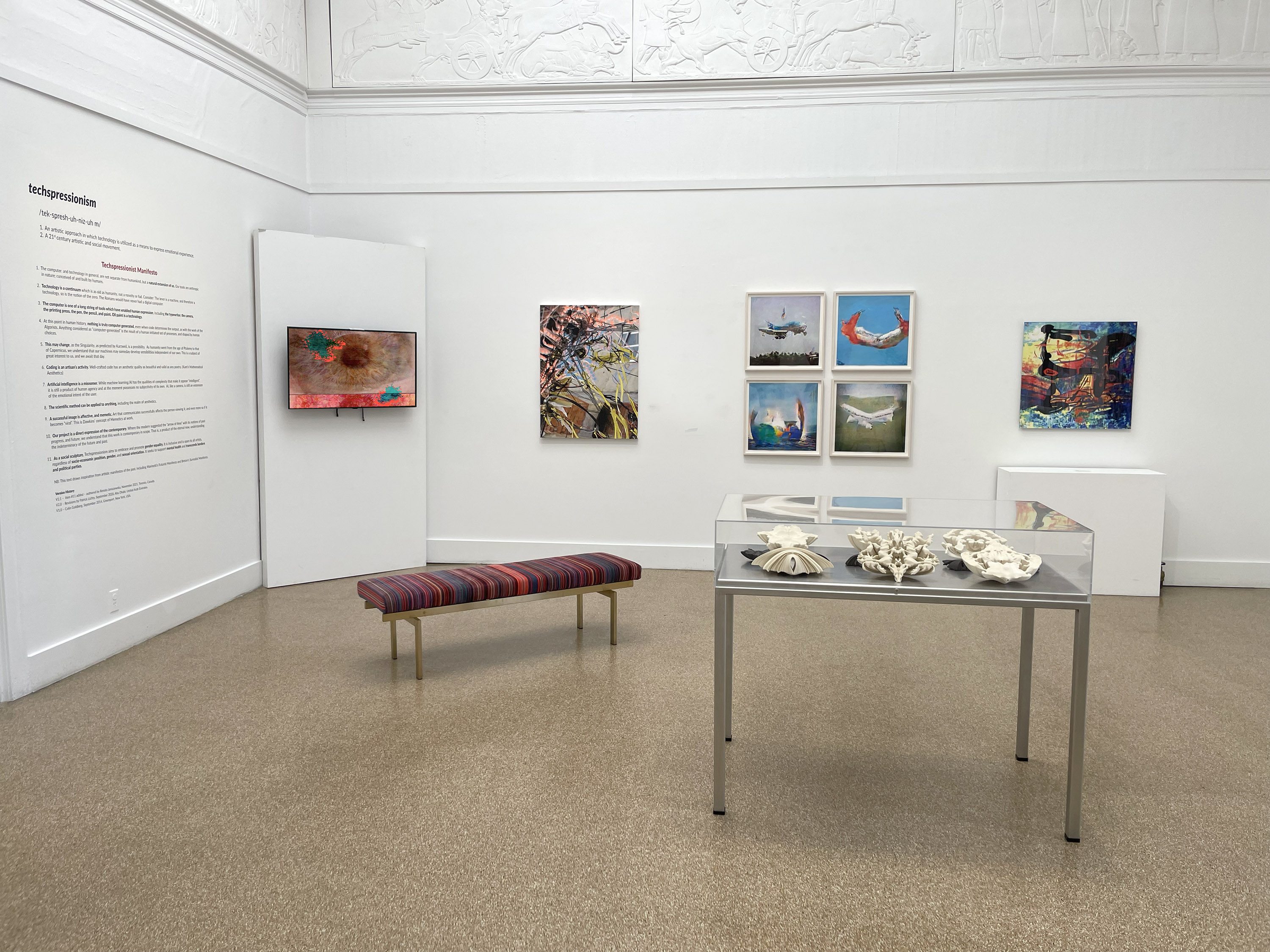
Techspressionism, Digital and Beyond Installation image

En février 2021, Techspressionism.com a entamé un partenariat technologique stratégique avec la société technologique allemande Kunstmatrix Technologies AG, désignant la société comme plate-forme VR officielle du site pour toutes les expositions en ligne à venir.
En avril 2021 a lieu le Techspressionism Collab #1 ,première exposition collective d'œuvres d'art techspressionnistes, inaugurée lors du Techspressionist Salon #15 , mettant en vedette les couples d'artistes suivants : Davonte Bradley x Diana de Avila , Gary Hopkins x Diane Marsella , Colin Goldberg x Patrick Lichty , Roz Dimon x Negin Ehtesabian . Ce projet en cours, initié et organisé par l'artiste Davonte Bradley, a été inspiré par l'idée de collaborations notables comme Andy Warhol et Jean-Michel Basquiat , ainsi que l'esprit collaboratif de la tradition Jazz dont Basquiat s'est également inspiré. Le projet implique deux artistes qui échangent un fichier numérique dans les deux sens pour aboutir à une pièce collaborative.
Le 5 mai 2021 se tient NFT Now , une exposition internationale en ligne avec jury d'œuvres NFT organisée par Anne Spalter.
Le 14 juin 2022, Techspressionism: Digital and Beyond First Edition a été publié sous la forme d'un livre de 52 pages ainsi que d'un eBook au format PDF.

## Artistes
Le Techspressionist Visual Artist Index (TVAI) comprend des artistes de plus de 40 pays.

### Artistes fondateurs
- Colin Goldberg
- Patrick Lichty (en)
- Steve Miller
- Oz Van Rosen

### Autres
- Victor Acevedo (en)
- Suzanne Anker (en)
- Joseph Nechvatal
- Frank Gillette (en)
- Clive Holden (en)
- Ellen Levy (en)
- Chalda Maloff (en)
- DJ Spooky
- Michael Rees (en)
- Christine Sciulli (en)
- Nina Sobell (en)
- Anne Morgan Spalter (en)
- Nina Yankowitz (en)

## Expositions
- Techspressionism: Digital and Beyond - Exhibition Advisor: Helen Harrison Director, Pollock-Krasner House & Study Center. Curated by Colin Goldberg.
- Techspressionism 2021 - Curated by Colin Goldberg and Patrick Lichty October 26. 2021 – December 31, 2021.
- NFT Now - Curated by Anne Spalter, May 5 – Aug 31, 2021.
- Techspressionism Collab #1: Collaborations Across Borders, Space & Time - Curated by Davonte Bradley April 13 – June 30, 2021.
- Techspressionism Collab #2 : A Calling for Utopia, Curated by Davonte Bradley September 14 – October 25, 2021.
- Techspressionism Brooklyn - Curated by Giovanna Sun December 16, 2021[14].